# Stralsund (Schiff, 1912)
Die Stralsund wurde ursprünglich als Kleiner Kreuzer für die Kaiserliche Marine gebaut. Nach dem Ersten Weltkrieg musste das Schiff an Frankreich ausgeliefert werden und war von 1922 bis 1933 unter dem Namen Mulhouse als ein Kreuzer der französischen Marine Nationale im Dienst.

## Beschreibung
Die Amtsentwürfe für die Stralsund sowie für die drei anderen Kleinen Kreuzer der Magdeburg-Klasse (Magdeburg, Breslau, Straßburg) hatte der Geheime Marineoberbaurat Hans Bürkner erarbeitet. Im Gegensatz zu den bisherigen Konstruktionen erhielten die Schiffe einen seitlichen Panzer mit einer Stärke von 60 mm, der 80 % ihrer Länge abdeckte. Der bis dahin übliche Rammbug entfiel. An seine Stelle trat ein sogenannter Kreuzerbug mit einem geraden Steven, dessen Form über der Wasserlinie wesentlich steiler war als darunter.
Die vier Schiffe der Magdeburg-Klasse verfügten über Minenwurfeinrichtungen. Ihre Hauptbewaffnung bestand aus 10,5-cm-Schnellladekanonen. Vergleichbare britische Schiffe waren zum Teil dagegen mit einem Kaliber von 15,2 cm ausgestattet – waren aber langsamer. Deutscherseits gab man der höheren Feuergeschwindigkeit der kleineren Geschütze den Vorzug. Erst während des Ersten Weltkriegs erfolgte die Umrüstung auf das 15-cm-Kaliber.

## Geschichte
Der Kleine Kreuzer Stralsund lief am 4. Oktober 1911 bei der Werft AG Weser in Bremen vom Stapel. Die norddeutsche Hansestadt Stralsund gilt als die „Wiege“ der preußischen Marine. Die Namensgebung war eine Würdigung dieser Tatsache.
Der Stralsunder Oberbürgermeister Ernst Gronow sagte in seiner Taufrede: „Allzeit wird Stralsunds Bürgerschaft dieses stolze Schiff mit den besten Wünschen auf allen seinen Wegen begleiten, mögen es Wege des Friedens oder des Kampfes sein – wir hoffen des Friedens, bedeutet doch jedes neue Schiff der deutschen Reichsmarine eine weitere Bürgschaft für die Erhaltung des Friedens.“
Am 10. Dezember 1912 erfolgte die Indienststellung des Kleinen Kreuzers. Während der Probefahrten erreichte er eine beachtliche Geschwindigkeit von 28,277 Knoten. Wie das bei der gleichen Bauwerft gebaute Typschiff Magdeburg verfügte sie über drei Satz Bergmann-Turbinen. Am 15. Februar 1913 wurde die Stralsund dem Verband der Aufklärungsschiffe zugeteilt.

### Kriegseinsatz
Zu Beginn des Ersten Weltkrieges gehörte das Schiff zur II. Aufklärungsgruppe. Am 17. August 1914 begann der erste Kriegseinsatz des Schiffes. Zusammen mit dem Schwesterschiff Straßburg, sowie den U-Booten U 19 und U 24 unternahm es einen Vorstoß in die Hoofden (südliche Nordsee). Dabei kam es zu einem Schusswechsel mit britischen Zerstörern. Am 28. August 1914 nahm das Schiff an der Seeschlacht bei Helgoland teil. Mit der Danzig lief sie von der Jade als Unterstützung zum Gefechtsfeld. Es kam zu Gefechten mit drei britischen Kreuzern, wobei sie einen Treffer erhielt. Anschließend konnte die Stralsund 59 Seeleute des in Brand geschossenen und sinkenden Kleinen Kreuzers Ariadne retten. Ein noch versuchter Abschleppversuch schlug fehl.
Am 20. September 1914 verlegte die Stralsund in die Ostsee, wo sie bis zum 26. September an einem Vorstoß zwischen der Insel Gotland und dem Rigaischen Meerbusen teilnahm. Schon bald darauf kehrte das Schiff nach Wilhelmshaven zurück. Beim ersten Vorstoß der I. und der II. Aufklärungsgruppe nach Great Yarmouth mit den Schlachtkreuzern Seydlitz, Von der Tann, Moltke, dem Panzerkreuzer Blücher und den Kleinen Kreuzern Straßburg, Graudenz und Kolberg zur englischen Ostküste am 3. November 1914, verminte die Stralsund, gesichert durch die Kolberg, die Zufahrt nach Great Yarmouth. Es folgten mehrere Aufklärungsfahrten vor Helgoland. Beim zweiten Vorstoß am 16. Dezember 1914, begleitete das Schiff anfangs die I. Aufklärungsgruppe beim Anmarsch zur Beschießung von Hartlepool, Scarborough und Whitby, wurde aber mit Straßburg und Graudenz bei sehr schlechtem Wetter schon frühzeitig entlassen.
Auch bei der dritten Flottenunternehmung (23. und 24. Januar 1915) war die Stralsund beteiligt. Hierbei kam es zum Gefecht auf der Doggerbank, welches sie ohne Verluste überstand. Am 17. Mai 1915 folgte eine Minenoperation vor der Ostküste Englands gemeinsam mit den Kleinen Kreuzern Pillau, Rostock, Straßburg und Regensburg.
Im Sommer verlegte die Stralsund mit anderen Teilen der Hochseeflotte (I. Geschwader, I./II. Aufklärungsgruppe) in die Ostsee, um die Landoffensive im Baltikum zu unterstützen. Wieder in der Nordsee versuchte die Stralsund, zusammen mit anderen Kleinen Kreuzern und der III. Torpedobootsflottille, um die Jahreswende 1915/1916 Handelskrieg in der Nordsee zu führen. Anschließend wurde das Schiff wegen eines längeren Aufenthaltes bei der Kaiserlichen Werft in Kiel aus der II. Aufklärungsgruppe entlassen. Bei dieser Werftüberholung vom 21. Februar bis 17. Juni 1916 wurde das Backdeck um zehn Meter nach hinten zur Schiffsmitte verlängert, um für die neuen 15-cm-Kanonen, die 10,5-cm-Geschütze ersetzten, eine höhere Position zu schaffen. Ferner wurden auf dem Mitteldeck 50-cm-Torpedorohre eingebaut, die bis dahin unter der Wasserlinie vorhandenen Rohre gleichen Kalibers hingegen entfernt.
Während dieser Zeit fand die Schlacht am Skagerrak statt, in deren Folge die deutsche Marine ihr Einsatzgebiet in der Nordsee beschränkte. So waren auch die Einsätze der Stralsund nach ihrer Rückkehr in den Dienst am 6. Juli 1916 auf kleinere Einsätze begrenzt. Am 12. September 1916 wurde an Bord ein Flugzeug zur Luftaufklärung stationiert. Am 4./5. November dieses Jahres folgte ein Vorstoß zur dänischen Westküste zur Hilfeleistung der dort auf Grund gelaufenen Unterseeboote U 20 und U 30. Am 2. Dezember 1916 wurde die Stralsund der IV. Aufklärungsgruppe zugeteilt, wo sie, zeitweise als Flaggschiff, Minenunternehmungen sowie Vorposten- und Sicherungsdienste durchführte.
Es folgte zwischen dem 7. August und dem 15. Oktober 1917 eine Werftliegezeit bei der Kaiserlichen Werft Kiel unter anderem wegen eines massiven Turbinenschadens. Im Oktober 1917 nahm die Stralsund an der Besetzung der Baltischen Inseln teil. Anschließend kehrte sie in die Nordsee zurück. Dort erhielt sie am 2. Februar 1918 einen Minentreffer, konnte aber aus eigener Kraft nach Wilhelmshaven fahren. Nach der Wiederherstellung war sie von Mai bis Juni 1918 in der Ostsee eingesetzt, wo gemäß dem Friedensvertrag von Brest-Litowsk Waffenruhe herrschen sollte. Dort diente sie dem Befehlshaber der Baltischen Gewässer, Konteradmiral Ludolf von Uslar, zeitweise als Flaggschiff.
Im Sommer 1918 richtete sich der Planungsstab des gemeinsamen deutsch-sowjetischen Unternehmens „Schlußstein“ auf der Stralsund ein. Ziel war es, die in Murmansk gelandeten Briten zu vertreiben. Dieses Unternehmen wurde allerdings im September 1918 aufgegeben.
Im November 1918 lag der Kleine Kreuzer vor Reval und wurde vom dortigen Soldatenrat zum Niederholen der Seekriegsflagge aufgefordert. Der Kommandant ließ nach der Androhung des Beschusses die Handelsflagge setzen. Heimlich verließ das Schiff früh am 12. November 1918 Reval und lief über Libau und Swinemünde nach Kiel, wo es am 14. November 1918 eintraf. Die Besatzung wurde hier entlassen und das Schiff am 17. Dezember 1918 außer Dienst gestellt.

### In französischen Diensten

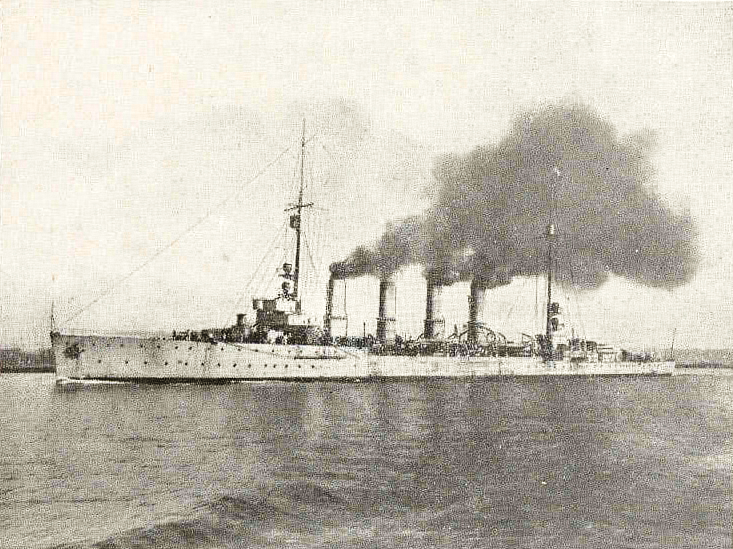
Die Mulhouse

Als Reparationsleistung wurde es am 3. August 1920 an die französische Marine abgetreten. Dort war es bis zum 15. Februar 1933 unter dem Namen Mulhouse im Dienst. Ab Sommer 1922 war sie der 3. Division leichter Kreuzer der Mittelmeerflotte zugeteilt, die auch zwei andere Kreuzer deutschen Ursprungs, die Metz (ursprünglich Königsberg) und die Strasbourg (ex Regensburg) erhielt. Sie nahm 1922/23 am Türkei-Einsatz und 1925 an Einsatz vor der marokkanischen Küste teil. Die Division wurde im Dezember 1926 in „2. Division“ umbenannt und im August 1928 zur Atlantikflotte nach Brest verlegt. Während die beiden anderen ehemals deutschen Kreuzer der Division schon 1929 in die Reserve gingen, blieb die Mulhouse bis 1933 im Dienst.

### Nach der Außerdienstsetzung
Obwohl die ehemalige Stralsund aus der Liste der Kriegsschiffe gestrichen und auf Abbruch verkauft wurde, fanden die Deutschen den alten Kreuzer 1940 noch in Brest vor und schleppten ihn nach Lorient, um ihm als Wohnschiff während des Baues der U-Boot-Bunker zu nutzen. Er wurde dann versenkt, um Torpedoangriffe gegen die Tore zu behindern und als Fixpunkt eines Sicherungsnetzes zu dienen. Das gleiche Schicksal erlitt der auch von den Deutschen noch vorgefundene zuletzt französische Kreuzer Strasbourg.

## Erinnerungsstücke
Die Schiffsglocke der Stralsund wurde 1945 von einem britischen Offizier einem Pastor in Raisdorf für die dortige Kapelle für Flüchtlinge aus Schlesien zur Verfügung gestellt. Nach dem Neubau einer Kirche in Raisdorf übergab die ehemalige Besatzung der Stralsund diese Glocke an das Marine-Ehrenmal in Laboe, welches sie nach 1990 dem Marinemuseum Dänholm bei Stralsund auslieh. Die Flagge der Stralsund übergab der letzte Überlebende der Besatzung, W. Roger, auch diesem Marinemuseum auf dem Stralsunder Dänholm.

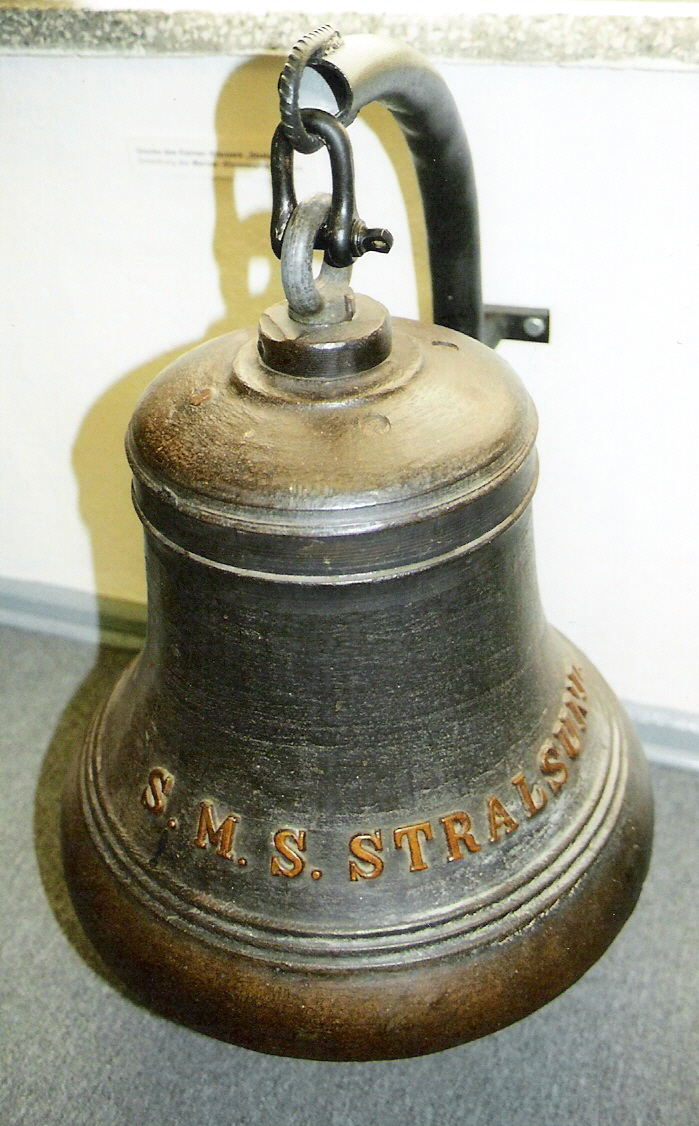
Schiffsglocke des Kleinen Kreuzers Stralsund
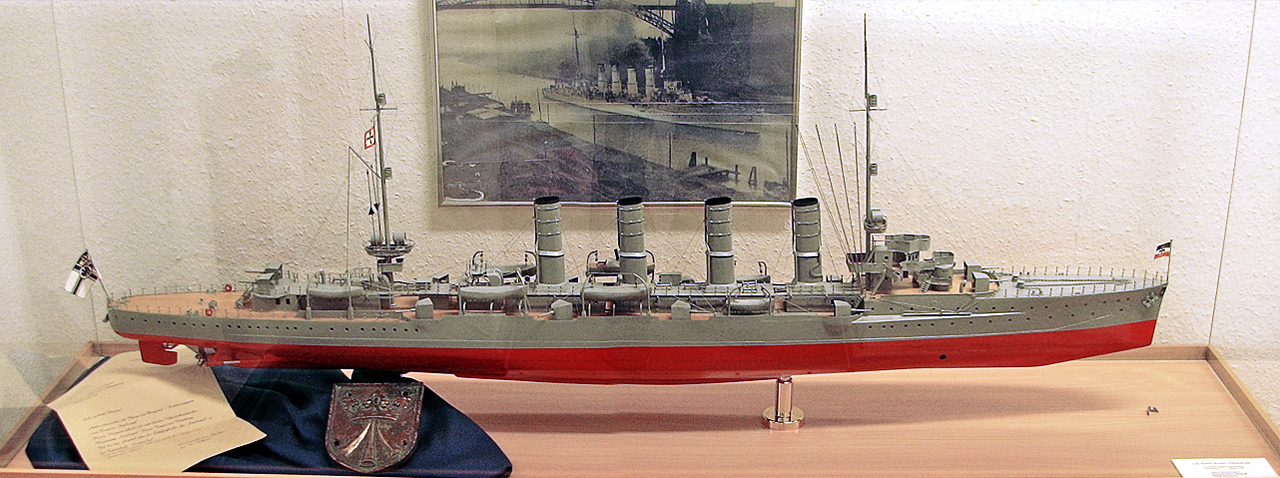
Modell der Stralsund
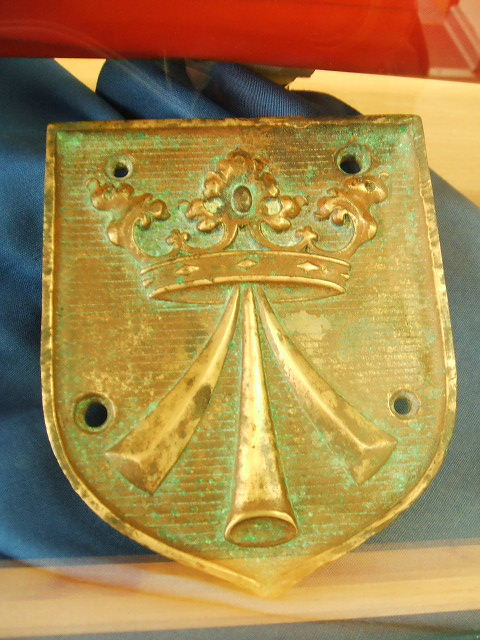
Kutterwappen der Stralsund

## Kommandanten
| Dezember 1912 bis Januar 1913 | Fregattenkapitän Magnus von Levetzow                    |
| Januar 1913 bis Juli 1915     | Fregattenkapitän / Kapitän zur See Victor Harder        |
| Juli 1915 bis Juni 1916       | Fregattenkapitän / Kapitän zur See Carl Wilhelm Weniger |
| 3. Juni bis 2. September 1916 | Kapitän zur See Hans Gygas                              |
| September 1916 bis April 1918 | Fregattenkapitän Otto Hillebrand                        |
| April bis Dezember 1918       | Fregattenkapitän Hermann Bendemann                      |

## Bekannte Besatzungsangehörige
- Bernhard Rogge (1899–1982), war von 1957 bis 1962 als Konteradmiral Befehlshaber des Wehrbereichs I